# Suaeda
Suaeda là chi thực vật có hoa trong họ Amaranthaceae.

## Phân loại
Chi này chứa khoảng 90 loài, được phân chia thành phân chi, tổ như sau:
- Phân chi Brezia
  - Tổ Brezia = Heterosperma: Khoảng 35 loài thực vật C3 sống một năm.
- Phân chi Suaeda
  - Tổ Alexandra: 1 loài.
  - Tổ Borszczowia: 1 loài.
  - Tổ Helicilla: 1 loài.
  - Tổ Physophora: 3 loài.
  - Tổ Salsina: Khoảng 30 loài.
  - Tổ Schanginia: 2-4 loài.
  - Tổ Schoberia: Khoảng 9 loài.
  - Tổ Suaeda: 2 loài.

## Hình ảnh

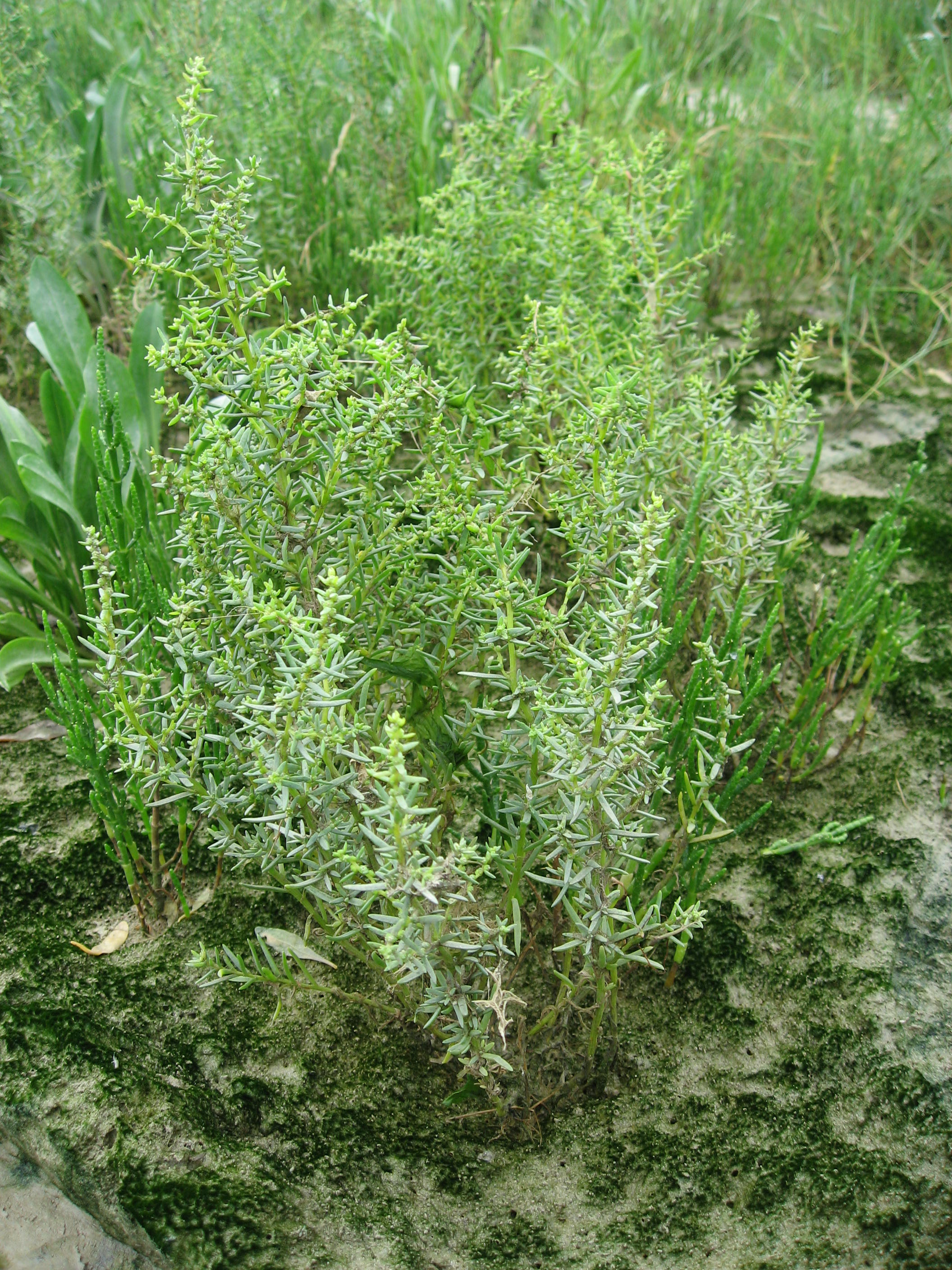
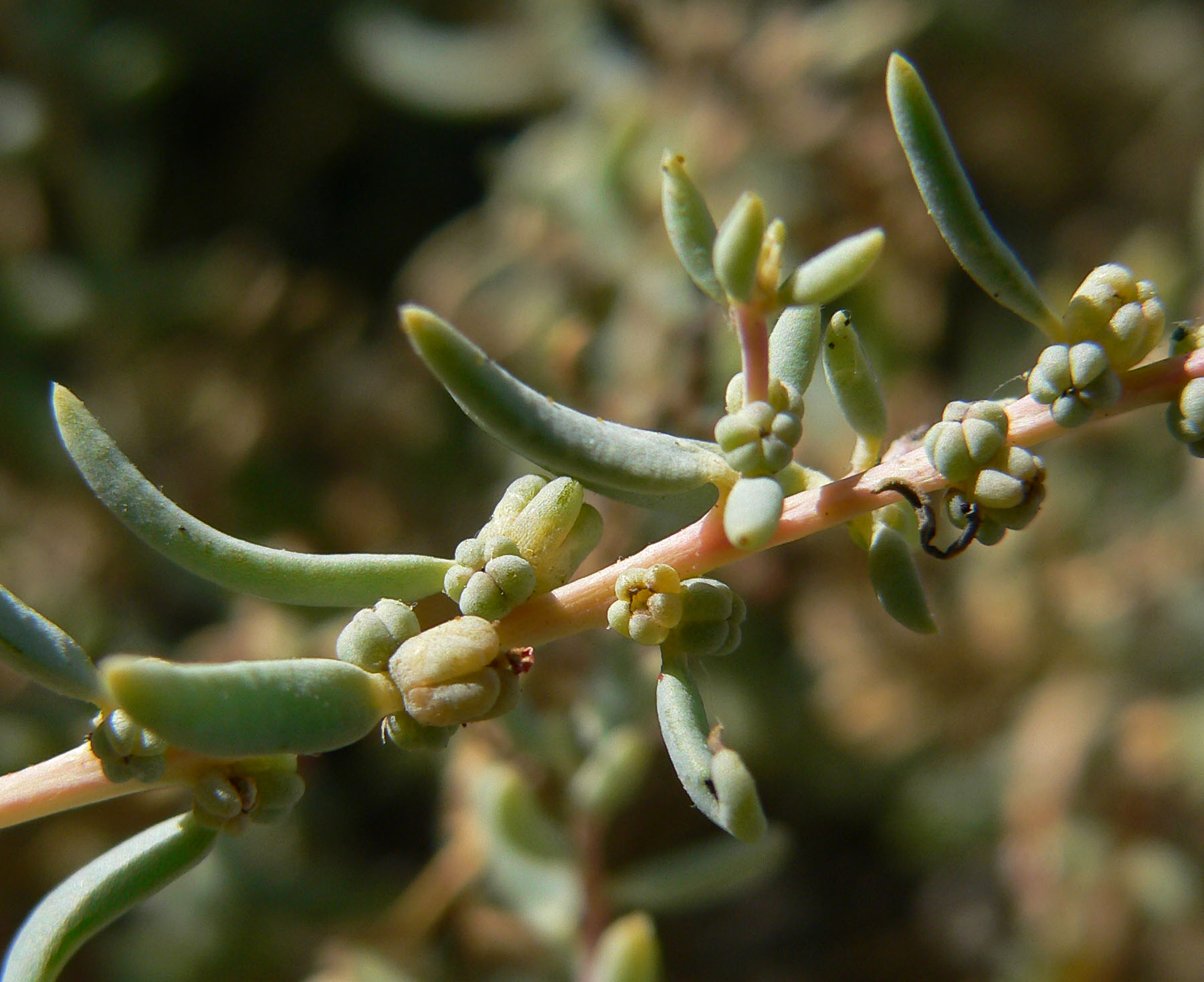
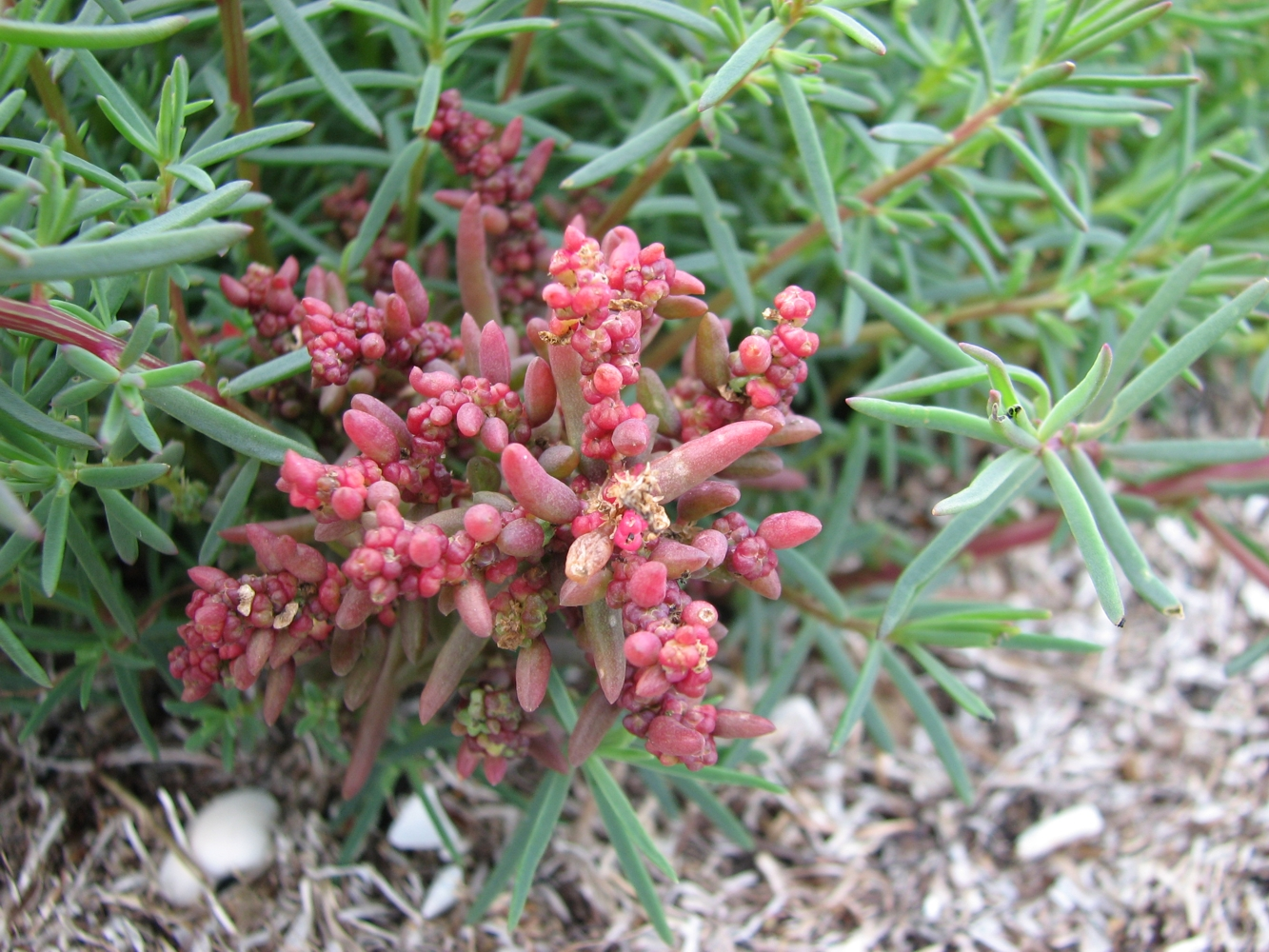
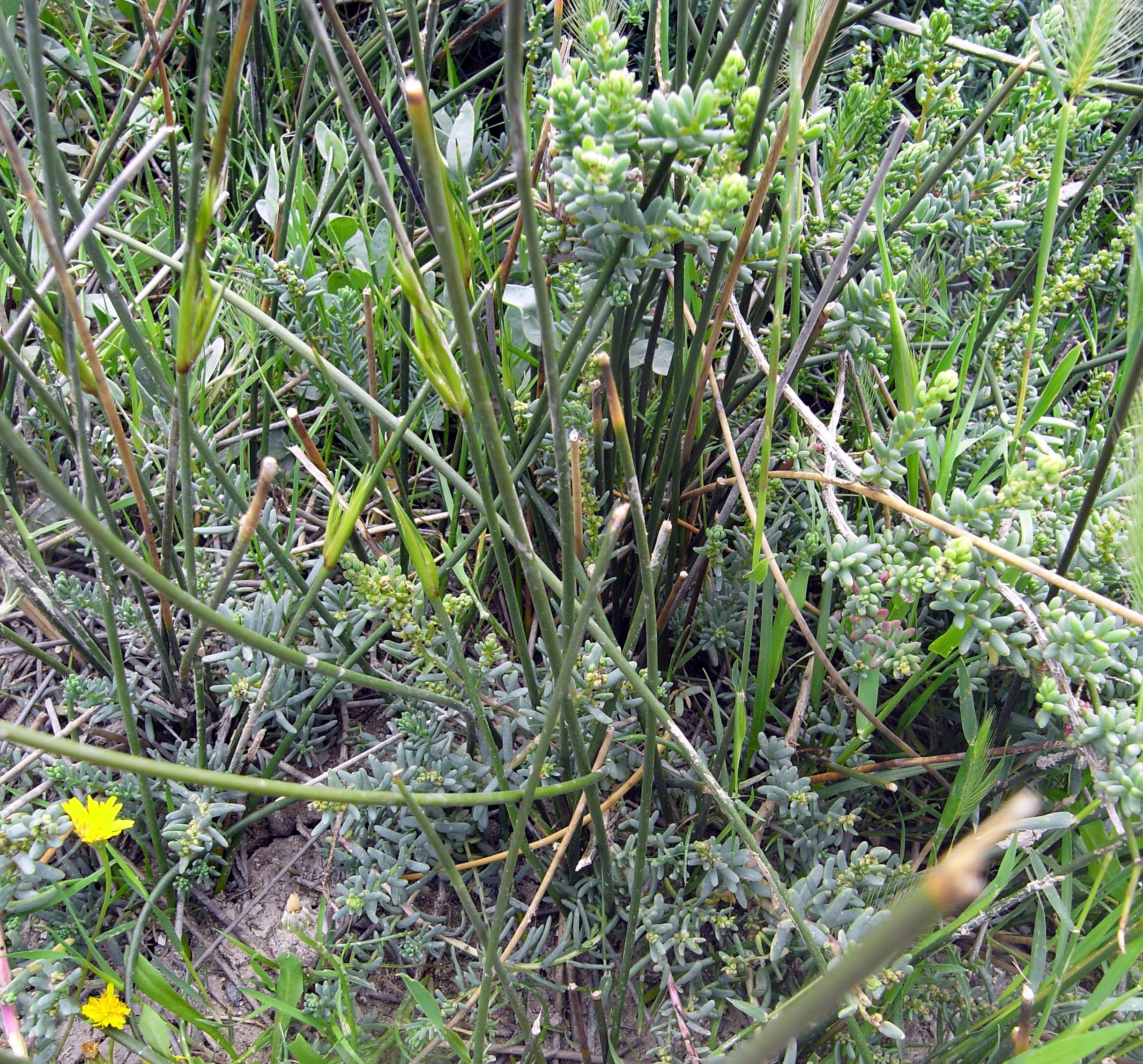